# Podvelka
Podvelka este o localitate din comuna Podvelka, Slovenia, cu o populație de 364 de locuitori.